# 1849 au théâtre
| Années du théâtre : 1846 - 1847 - 1848 - 1849 - 1850 - 1851 - 1852    |
| Décennies du théâtre : 1810 - 1820 - 1830 - 1840 - 1850 - 1860 - 1870 |

## Événements
- 7 mai : émeute de l'Astor Place de New York où les supporters d'Edwin Forrest se sont mobilisés pour empêcher la représentation de Macbeth où jouait le célèbre acteur britannique William Macready, avec le slogan Shall Americans or English rule in this city ?" (traduction : travailleurs qui fera la loi dans cette ville - New York - les américains ou les britanniques ?) ; le rassemblement tourne à l'émeute, le bilan est lourd : 22 morts, 36 blessés et une centaine d'arrestations.

## Pièces de théâtre représentées
- 17 février : La Jeunesse des mousquetaires d'Alexandre Dumas et Auguste Maquet, Paris, Théâtre historique.
- 19 mars : La Cornemuse du Diable, vaudeville fantastique des Frères Cogniard, au théâtre Montansier
- 18 septembre : La Sonnette du Diable, drame fantastique en 5 actes et 12 tableaux, d’Auguste Anicet-Bourgeois et Paul de Guerville, Paris, Théâtre de la Gaîté.

## Naissances
- 14 janvier : Alfhild Agrell, dramaturge suédoise, morte le 8 novembre 1923).

## Décès
- 6 janvier : Jean-Bernard Brissebarre dit Joanny, acteur français, sociétaire de la Comédie-Française, né le 2 juillet 1775.
- 20 mai : Marie Dorval, actrice française, née le 7 janvier 1798).
- 22 juillet : Henri Franconi, auteur dramatique et artiste de cirque français, né le 4 novembre 1779.